# ジャン＝クリストフ・バエベック
ジャン＝クリストフ・バエベック（Jean-Christophe Bahebeck, 1993年5月1日 - ）は、フランス・サン＝ドニ出身のサッカー選手。パルチザン・ベオグラード所属。ポジションはFW。

## 経歴
2007年からパリ・サンジェルマンFCのユースチームに所属し、2011年にトップチームに昇格した。2011年8月18日、UEFAヨーロッパリーグ 2011-12のFCディフェルダンジュ03戦でヨーロッパデビューを果たし、初ゴールも記録した。2012年8月、トロワACへレンタル移籍。2013-14シーズンはヴァランシエンヌFCへのローンで過ごし、2015年8月10日からはASサンテティエンヌで武者修行することとなった。

## 代表歴
フランス代表として各年代でプレーしている。

## 個人成績
| シーズン | クラブ                  | リーグ           | リーグ | リーグ |
| シーズン | クラブ                  | リーグ           | 出場   | 得点   |
| -------- | ----------------------- | ---------------- | ------ | ------ |
| 2010-11  | パリ・サンジェルマン    | リーグ・アン     | 11     | 0      |
| 2011-12  | パリ・サンジェルマン    | リーグ・アン     | 8      | 0      |
| 2012-13  | トロワ (loan)           | リーグ・アン     | 27     | 3      |
| 2013-14  | ヴァランシエンヌ (loan) | リーグ・アン     | 19     | 2      |
| 2014-15  | パリ・サンジェルマン    | リーグ・アン     | 15     | 2      |
| 2015-16  | サンテティエンヌ        | リーグ・アン     | 16     | 1      |
| 2016-17  | ペスカーラ              | セリエA          | 15     | 4      |
| 2017-18  | ユトレヒト (loan)       | エールディヴィジ | 6      | 3      |
| 2018-19  | ユトレヒト              | エールディヴィジ | 12     | 3      |
| 2019-20  | ユトレヒト              | エールディヴィジ | 15     | 3      |

## タイトル

### チーム
パリ・サンジェルマンFC
- リーグ・アン 2014-15
- クープ・ドゥ・ラ・リーグ 2014-15
- クープ・ドゥ・フランス 2014-15
- トロフェ・デ・シャンピオン 2014, 2015, 2016, 2017

### 代表
- FIFA U-20ワールドカップ（2013年）